# Epicentrum

Ilustrace bodu, kde se nachází epicentrum nad centrem zemětřesení.

Epicentrum (název pochází ze starořeckého slova επίκεντρον) je myšlený bod na povrchu Země, který vznikne kolmým průmětem hypocentra na zemský povrch. Používá se v souvislosti s určením místa výskytu nějaké mimořádné události, například zemětřesení, výbuchu jaderné bomby či meteoroidu v atmosféře. Synonymním výrazem je ground zero, pocházející z amerického vojenského slangu.
Jedná se o místo, kde se uvolní nejvíce energie z hypocentra. Pro přesné určení epicentra se využívá v seismologii určování pomocí seismografu. Pro přesné určení je potřeba údajů minimálně ze 3 přístrojů, podle kterých se dá následně přesně spočítat poloha hypocentra, resp. epicentra.
Označení epicentrum přešlo v širší význam, když se s ním označuje centrum události, nezávisle na uvedených jevech.